# Engoulevent de jungle
Caprimulgus indicus
Espèce
Statut de conservation UICN

 LC  : Préoccupation mineure
L'Engoulevent de la jungle (Caprimulgus indicus) ou Engoulevent de jungle, aussi Engoulevent des Indes, Engoulevent indien et Engoulevent jotaka, est une espèce d'oiseaux de la famille des Caprimulgidae, autrefois considérée comme conspécifique avec  l'Engoulevent jotaka (C. jotaka).

## Répartition
Cette espèce vit en Inde et au Sri Lanka.

## Description
L'engoulevent de la jungle mesure de 21 à 24 cm de long.
C'est un oiseau nocturne. Le jour il dort sur une branche d'arbre ou, parfois, dans l'herbe sous un buisson.

## Alimentation
L'engoulevent de la jungle est un oiseau insectivore.
Il chasse et avale en voletant au dessus des herbes des papillons, des coléoptères, des criquets et autres insectes.

## Reproduction
La saison des amours varie selon la région : par exemple au Sri Lanka elle a lieu de février à juin.
Le mâle émet des grognements sourd pendant la parade.
La femelle pond sur le sol nu deux œufs blanc rosé avec quelques taches brunes.
Les deux parents couvent à tour de rôle les œufs pendant près de 17 jours puis ils donnent la béqué d'insectes à leurs petits pendant près de 3 semaines.
Les oisillons commencent à voler et prendre leur indépendance après 17 jours.